# هنري غارسيا
هنري غارسيا (بالإسبانية: Henry García)‏ هو لاعب كرة قدم نيكاراغوي في مركز الهجوم، ولد في 3 أغسطس 1991 في نيكاراغوا. لعب مع Juventus F.C. (Nicaragua) ‏.

## وصلات خارجية
- هنري غارسيا على موقع قاعدة بيانات كرة القدم.إي يو (الإنجليزية)
- هنري غارسيا على موقع ناشيونال فوتبول تيمز (الإنجليزية)